# Nordostrundingen
Nordostrundingen (afledt af det ældre danske nordost for "nordøst") er et stykke land på den nordøstligste del af Grønland, og en del af Grønlands Nationalpark.
Ved 11°19'W er det det østligste punkt på hele Grønland, og ligeledes det østligste i Amerika (Nord- og Sydamerika. Nordostrundingen ligger længere mod øst, end tre lande i Afrika og meget længere mod øst end det vestligste sted i Europa, hvis Island, som ligger på den midtatlantiske ryg, bliver betragtet som en del af Europa. Det er kun 1° 49′ fra det vestligste punkt på det europæiske fastland, som ligger i Portugal.
Grønland er politisk ikke den del af Nordamerika, hvilket får nogle til at argumentere for at kontinentets vestligste punkt ligger i Canada - Kap Spear, som ligger 52°37'W nær St. John's, Newfoundland. Begge steder ligger på øer på den nordamerikanske kontinentalsokkel; ingen ligger på kontinentets fastland.
81°26′25″N 11°29′22″V / 81.4403°N 11.4894°V